# كأس الاتحاد الإنجليزي 1904–05
كأس الاتحاد الإنجليزي 1904–05 (بالإنجليزية: 1904–05 FA Cup)‏ هو الموسم 34 من  كأس الاتحاد الإنجليزي. أقيم خلال الفترة 10 سبتمبر 1904 وحتى 15 أبريل 1905، والذي يشرف على تنظيمه الاتحاد الإنجليزي لكرة القدم، وكان عدد الأندية المشاركة فيه  32، وفاز فيه أستون فيلا.